# Средно училище „Любен Каравелов“ (Копривщица)
Вижте пояснителната страница за други значения на Средно училище „Любен Каравелов“.
Средно училище „Любен Каравелов“ е средно училище в град Копривщица, приемственик на Първото класно училище в България „Св. св. Кирил и Методий“. Предучилищното образование във възрожденския културно-просветен център се осъществява в Целодневната детска градина „Евлампия Векилова“.

## Преди модерното образование
Още през втората половина на ХVІІІ век, когато българите са под Османско владичество в Копривщица се преподават науки и религия в тъй наречените „килийни“ училища. Сведения за килийното образование се намират в два документа: „Кодик на Обществените училищни заведения в Копривщица“ от 31 август 1854 г., и другият – „Записна книга за Копривщенското общо училище“. В града, в църквата „Успение на Пресвета Богородица“, обучението е извършвано от местни свещеници или монаси в съществуващия по това време метох в двора на храма. Учениците тук се учат на славянско четмо, писмо и на църковен ред и на други познания. Килийни училища има и в къщите или дюкяните на много просветени копривщенци. Хаджи Геро, бащата на Найден Геров, още през 1810 година е строг преподавател в основаното от него в къщата му училище, което се намира в Ламбовска махала до Сурля дере. Училището на поп Никита Вапцилката (вапцва: привежда в ред, боядисва) се помещава в бояджийницата му в Арнаут махала, училището на поп Лулчо се намира на „Битпазар“ в къщата на Генчо Тумангелов а училището на Груйо Попгенчов е разположено в къщата на Семко Хадживельов пак в Ламбовска махала. Училището на Иван Джукелът (джуки: устни) се помещава в дюкяна му на пазара.
Учителите в килийните училища наедно с преподаването се се занимават и с обичайната си работа или занаят. Това не им е пречило обаче да имат това, което днес се нарича „индивидуален подход“ с учениците, много от които стават пионери на образователното дело в града и страната. В град Копривщица от 2012 г. има добре уреден Музей на просветното дело с показни експозиции на килийно и класно училище от възрожденската епоха.

## История на образователното дело в града
През 1820 г. е открито първото обществено училище в Копривщица във вид на една килия в къщата на чорбаджи Вълко Чалъков. Това била наричащата се Буюклийска къща, намираща се в района под моста на хаджи Найден Калъчев. Буюклийската къща след години е била съборена. Обучението се ръководело от учителя хаджи Геро Добрович - Мушек, баща на Найден Геров. В Копривщица живеели бегликчии и джелепи, които събрали волни пожертвувания за изграждането на нова училищна сграда. Вълко Чалъков за целта дарил през 1937 г. своята градина край река Тополница. Сградата на училището е построена от майстори на коприещенския дюлгерски еснаф с устбашии (главни майстори) Симон и Генчо Топалът.
С предплата от 6000 гроша Вълко склонява Неофит Рилски да бъде главен учител в Копривщица за учебната 1837 – 1838 година. В продължение на двегодишния престой на Неофит Рилски в Копривщица местното училище се превръща в национален образователен институт. Неофит Рилски е заместен от Христо Пулеков. Учители в училището са Йоаким Груев и Найден Геров, чиято сестра – Ивана Хаджигерова е първата жена – учителка в града. Те поемат управлението на училището по взаимоучителната метода (въведена от Захари Круша през учебната 1835 – 1836 година) след оттеглянето на Неофит Рилски в Рилската обител. След Габрово, Копривщица е следващият български град, в който се разпространява взаимоучителният Бел-Ланкастерски метод. През 1842 г. е създадено Училищно настоятелство.
През 1846 г. Найден Геров се завръща в родната Копривщица и отваря първото българско класно училище „Св. св. Кирил и Методий“, в което се изучават светски науки – български език и граматика, френски, гръцки език, история, землеописание, аритметика, физика и пеене. След значително разширение и подобрение, извършено през 1857 г., копривщенското класно училище става едно от най-добре уредените в страната. Уставът, изработен от главния даскал Веселин Груев, е ценно свидетелство за развитието на учебното дело през Възраждането. През 1864 г. се открива и класно девическо училище. Дотогава девойките ходят в частното килийно училище на Хаджи Геро Мушек. Три години по-късно Тодор Каблешков основава ученическо дружество „Зора“.
Възпитаници на копривщенското училище са Любен Каравелов, Георги Бенковски, Тодор Каблешков, Найден Геров, Йоаким Груев, Христо Данов и много други. Училището е затворено по време на Априлското въстание в 1876 година, като учителите взимат активно участие в бунта – Найден Попстоянов е делегат в Оборище, а Евлампия Векилова ушива главното знаме на въстаниците. Копривщенските учители Нешо Попбрайков, Никола Беловеждов, Генчо Белчев и Петър Жилков са заточени след потушаването на въстанието на Родос. След Освобождението се завръщат и продължават да учителстват в града, София и Пловдив.
След Освобождението по инициатива на Петър Жилков училището отново е отворено. По решение на Министерството на народното просвещение копривщенското училище прераства в полугимназия. В 1889 година Копривщенското училищно настоятелство и общинският съвет решават да построят ново училищно здание, защото построеното в 1858 г. здание за мъжко училище става тясно за учениците от първоначалното и класното училище, а зданието, в което се помещава девическото училище е грохнало. Добрите, съзнателните членове на абаджийския еснаф се притичат и тук на помощ – те даряват за постройката на новото училищно здание всичкия си еснафски капитал, възлизащ на 16,000 лева готови пари, записи, консолиди и недвижими имоти. Така за целта е построена с помощта на дарения от Ненчо Палавеев (1859 – 1936) и женското благотворително дружество „Благовещение“, нова, модерна сграда, която приема първия си випуск през 1895 г. Любен Каравелов е избран за патрон на копривщенската гимназия. През 1934 г. се открива Средно реално специализирано училище за чужди езици.През 1920-те години в града има и обособено Дърводелско училище. Във времето от 1925 до 1932 г. прогимназията в Копривщица е наричана още „Непълна смесена гимназия „Любен Каравелов“. Новото следосвобожденско училищно настоятелство в града е създадено през 1910 г. През същата година полугимназията в Копривщица получава статут на гимназия. На 5 юни 1925 г. с Указ N 191 на цар Борис III се утвърждава приетия от XXI ОНС през втората му редовна сесия „Закон за закриването на смесените гимназии в Карлово, Радомир и Копривщица, и смесените педагогически училища в Берковица, Горна Оряховица, Луковит, Неврокоп, Орхание, Панагюрище и Севлиево“. Министърът на просвещението Александър Цанков съобщава, че през учебната 1925 – 1926 г. ще останат да съществуват с VIII-те си класове. През 1934 г. „Модерна реална и класическа гимназия“ е обявена за специално училище за модерни езици и се издържа от учредения попочителски фонд на Ненчо Палавеев при Министерството на народното просвещение. През учебната 1931 – 1932 г. смесената гимназия в гр. Копривщица е пак непълна, но с четири гимназиални класа.
През 50-те години на ХХ век училището възвръща името „Кирил и Методий“, заменено с „Основно училище хаджи Ненчо Палавеев“ по време на неговата дарителска кампания, свързана с разширението на сградата през 1922 г. Пак тогава по инициатива на диригента Жоржета Ножарова (1904 – 1991) е възстановена и дейността на ученическия духов оркестър. С хонорара на децата от участието в снимките на „Свирачът“ (1967) са закупени фанфарни музикални инструменти и тя е пръв ръководител на сформирания втори оркестър. През годините диригенти са основателят Дамян Брайков (1894 – 1970), След дълъг застой през 2009 г. директорът на училището Бойка Дюлгярова възстановява духовия оркестър. За учител и диригент се свързва с маестро Добрин Иванов (Бинчо) (1931 – 2020). Оркестърът стартира с малък брой инструменти и ученици (около 10). След смъртта на маестро Иванов диригенти са били Нено Павлов, Валентин Петков, а към днешна дата, учителят по музика в училището и ученик на маестро Добрин Иванов - тромбонистът Николай Иванов. С най-разнообразен репертоар, оркестърът е обиколил почти цяла Европа и се състои от над 20 ученици.
През 1957 г. е създадено средно политехническо климатично училище за белодробно болни ученици, чиято дейност днес временно е замразена. Сградата на климатичния пансион е построена по проект на софийския архитект Юрдан Юрданов.
През 1968 г. основното училище „Кирил и Методий“, гимназия „Любен Каравелов“ и климатичната гимназия са обединени в Средно общо образователно училище „Любен Каравелов“ и преместени в новата построена за целта сграда през 1976 г.
До средата на 80-те години на XX век училището ежегодно е инициатор в провеждането на факелно шествие по случай националния празник 24-ти май в чест на славянската писменост, култура и светите братя Кирил и Методий.
В зданието на гимназията днес се помещават Общинският съвет и кметът на Копривщица, на климатичното училище предстои основен ремонт, а ремонтираното и преоборудвано класно училище „Св. св. Кирил и Методий“ е Жив музей – паметник на просветното дело в България.

## Награди
- Мария Павлова Мухова, учител – Награда на Областния управител на Софийска област (2015).[19]
- Приз „Училище на година от Софийска област“ (2023).[20]

## Предучилищно образование в Копривщица
Целодневната детска градина с общинско финансиране носи името на учителката Евлампия Векилова, ушила знамето на копривщенските въстаници от Априлското въстание през 1876 година. От 23 юни 2017 г. детската градина е защитена детска градина по смисъла на чл. 54, ал. 1 от Закона за предучилищното и училищното образование.
Детското заведение има история от 1956 година насам и е едно от учебните заведения в Средногорието. Постиженията и престижът на детската градина са резултат от съхранените традиции и придобития опит от педагогическия екип. Работи в приспособени за целта сгради до откриването на модерната постройка на 18 октомври 1995 година, построена по проект на арх. Стефан Беязов.
В детската градина работи екип от квалифициран педагогически и помощен персонал. Осъществява се работа с родителите, сътрудничество между учители и деца, учители и родители. Работата в клубове по интереси прави детското заведение желано място от деца и родители. Те са редовно ангажирани в разнообразни художествени изяви съвместно с Община Копривщица, Народното читалище, Дирекция на музеите, Живия музей, училище „Любен Каравелов“ и църковното настоятелство на „Храм Успение на пресветая Богородица“. Разполага с подходяща сграда с просторни занимални и спални. Има медицински кабинет, обслужван от медицинска сестра и специалист логопед. Отоплението на сградата е чрез локално парно.
В детската градина има обучение по безопасно движение по улиците и тротоарите, за безопасно пресичане на пешеходна пътека и на светофар. Води се от инспектор „Детска педагогическа стая“ в РПУ – Пирдоп и колегите в лицето на полицейски инспектор от града.
От 2008 година ЦДГ „Евлампия Векилова“ гр. Копривщица обявява прием за формиране на седмична (нощуваща от понеделник до петък) група на деца от 3 до 7 години.
Копривщенската детска градина е един от инициаторите и организатори на Летните фолклорни празници „С Копривщица в сърцето“, заедно с Община Копривщица, Народно читалище „Хаджи Ненчо Д. Палавеев – 1869“, Дирекция на музеите и „Храм Успение на пресветая Богородица.

## Детски клубове по интереси
- клуб приложни изкуства;[1]
- английски език;[1]
- театрален клуб;[1]
- народни танци.[1]

ЦДГ „Евлампия Векилова“ разполага с обособени помещения според предназначението си – спални, занимални, музикален и физкултурен салон, административен и кухненски блок, парокотелно и перално помещение. Учебното заведение има общо личен състав около 90 души: деца, директор, педагогически персонал, непедагогически персонал и медицинскии специалист.